# Fossae di Europa
Segue una lista delle fossae presenti sulla superficie di Europa. La nomenclatura di Europa è regolata dall'Unione Astronomica Internazionale; la lista contiene solo formazioni esogeologiche ufficialmente riconosciute da tale istituzione.
Le fossae di Europa portano i nomi di personaggi e luoghi associati al mito di Europa e di suo fratello Cadmo oppure di importanti allineamenti di pietre megalitiche costruite nel neolitico nelle odierne Bretagna e Isole britanniche.

## Prospetto
| Fossa               | Eponimo                                             | Latitudine | Longitudine | Diametro |
| ------------------- | --------------------------------------------------- | ---------- | ----------- | -------- |
| Beenalaght Fossa    | Beenalaght - Allineamento megalitico in Irlanda.    | 1,2° N     | 82,08° W    | 882 km   |
| Eightercua Fossa    | Eightercua - Allineamento megalitico in Irlanda.    | 6,68° N    | 340,71° W   | 407 km   |
| Kerlescan Fossae    | Kerlescan - Allineamento megalitico in Bretagna.    | 3,34° N    | 238,24° W   | 410 km   |
| Kermario Fossae     | Kermario - Allineamento megalitico in Bretagna.     | 44,69° N   | 354,36° W   | 191 km   |
| Maughanasilly Fossa | Maughanasilly - Allineamento megalitico in Irlanda. | 34,24° S   | 155,19° W   | 920 km   |
| Ménec Fossae        | Ménec - Allineamento megalitico in Bretagna.        | 51,98° S   | 177,87° W   | 33 km    |